# شبکه‌های ای‌ام‌سی
 شبکه‌های ای‌ام‌سی  یک کمپانی رسانه‌ای، سرگرمی درر آمریکا و مالک و گرداننده شبکه‌هایی همچون ای‌ام‌سی، آی‌اف‌سی، ساندنس‌تی‌وی، وی تی‌وی و بی‌بی‌سی آمریکا است.
این شرکت در سال ۱۹۸۰ تحت عنوان «رینبو مدیا هولدینگز» و از زیرمجموعه‌های شرکتی دیگر تأسیس شد. ولی از ژوئیه ۲۰۱۱ و بعد از جدا شدنش، به شکل مستقل فعالیت می‌کند.